# Kip Rono
Pour les articles homonymes, voir Rono.
George Kiprotich Rono dit Kip Rono (né le 4 janvier 1958) est un athlète kényan, spécialiste du 3 000 m steeple. 

## Biographie
Il remporte la médaille d'or du 3 000 m steeple lors des premiers championnats d'Afrique, en 1979 à Dakar au Sénégal, dans le temps de 8 min 30 s 9.

### Palmarès
| Date | Compétition            | Lieu     | Résultat | Épreuve         | Performance   |
| ---- | ---------------------- | -------- | -------- | --------------- | ------------- |
| 1978 | Jeux du Commonwealth   | Edmonton | 3e       | 3 000 m steeple | 8 min 34 s 07 |
| 1978 | Jeux africains         | Alger    | 3e       | 3 000 m steeple | 8 min 26 s 38 |
| 1979 | Championnats d'Afrique | Dakar    | 1er      | 3 000 m steeple | 8 min 30 s 9  |

### Records
| Épreuve         | Performance  | Lieu | Date        |
| --------------- | ------------ | ---- | ----------- |
| 3 000 m steeple | 8 min 12 s 0 | Rome | 5 août 1980 |